# Klára
A Klára női név, a latin clarus melléknév nőnemű alakjából származik, jelentése: világos, fényes, ragyogó, híres.

## Rokon nevek
- Kiara:[1] a Klára olasz megfelelőjének magyar helyesírású változata.[2]
- Klarisz:[1] a Klarissza francia alakváltozatából ered.[2]
- Klarissza:[1] a Klára latinos továbbképzése, a Szent Klára által a 13. században alapított klarissza apácarend nevéből származik.[2]

## Gyakorisága
Az 1990-es években a Klára ritka, a Kiara, a Klarisz és a Klarissza szórványos név volt, a 2000-es években a Klára, Klarisz és Klarissza nem szerepel a 100 leggyakoribb női név között, a Kiara 2008-ban a 72. legnépszerűbb volt.

## Névnapok
Klára, Kiara
- április 17.
- augusztus 11.
- augusztus 12.

Klarissza, Klarisz:
- január 15.[2]
- augusztus 11.[2]
- augusztus 12.[2]

## Híres Klárák, Kiarák, Klariszok, Klarisszák
- Gróf Andrássy Klára (herceg Odescalchi Károlyné) legitimista politikus
- Assisi Szent Klára, a klarissza rend megalapítója
- Bábel Klára hárfaművész
- Balázs Klári énekesnő
- Dobrev Klára üzletasszony, a DK európai parlamenti képviselője
- Csótó Klára színésznő
- Fehér Klára magyar írónő
- Fodor Klarissza magyar modell
- Hajdu Klára énekesnő
- Ciara Harris amerikai énekesnő
- Clara Haskill zongoraművésznő
- Katona Klári énekesnő
- Kokas Klára zenepedagógus, szakíró
- Leövey Klára író, pedagógus
- Klára Kuzmová szlovák régész
- Chiara Mastroianni olasz filmszínésznő
- Montefalcói Szent Klára
- Clara Schumann romantikus zeneszerző, zongoraművész
- Szőllősy Klára műfordító
- Tolnay Klári színésznő
- Klara Zamenhof eszperantista
- Clara Zetkin német politikus

## Érdekességek
- A Napirajz című magyar webképregény-sorozat női szereplőinek többsége – főleg ha szimpatikusként van ábrázolva – a Klára keresztnevet viseli. Hosszabb ideje kialakult továbbá az a szokás az oldal hozzászólói-rajongói körében, hogy a női hozzászólókat Klára névvel illetik, valamint férfi hozzászólók a saját feleségükre/élettársukra/barátnőjükre Klárám megnevezéssel utalnak. [Férfi megfelelője: Tibor, Tiborom.]